# Dendrobium lampongense
Dendrobium lampongense är en orkidéart som beskrevs av Johannes Jacobus Smith. Dendrobium lampongense ingår i släktet Dendrobium, och familjen orkidéer. Inga underarter finns listade i Catalogue of Life.